# Iyokan
Iyokan (danh pháp hai phần: Citrus iyo) là một loài trái cây có múi của Nhật Bản thuộc họ Rutaceae. Quả và cây có cùng tên trong tiếng Nhật là いよかん theo hiragana, イヨカン theo katakana, tên này được sử dụng trong tất cả các ngôn ngữ kể cả tiếng Trung Quốc viết theo tiếng Nhật là 伊予柑 tức "y dữ cam".
Cây là giống lai tự nhiên của Kaikoukan (Citrus maxima được thụ phấn từ C. reticulata Kunenbo-A) được thụ phấn từ quýt Mỹ C. reticulata Dancy, là họ hàng gần của Sanbokan (Citrus sulcata). Theo truyền thống, quả được phân loại dạng quýt cam ngay cả khi không có gốc cam (Kunenbo A thể hiện kiểu tế bào loại cam ngọt C07).

## Tên gọi
Iyokan lần đầu tiên được trồng ở Matsuyama, đặt tên là あなどみかん hoặc 穴門みかん (Anado mikan: quýt Anado) vào năm 1892. Tên gọi iyokan có nghĩa là quả cam của Iyo, Iyo là tên cũ của tỉnh Ehime, được các nhà trồng cây tại đây sử dụng từ năm 1930.
Miyauchi Iyokan (宮内伊予柑) là giống cây trồng của loài này. Theo đó, phiên bản vỏ đỏ (2003) được đặt tên là Yayoi beni (弥生紅/やよいべに), phiên bản vỏ sáng được đặt tên là Ōtani iyokan (大谷伊予柑). Một số nhãn hiệu iyokan gồm: 沢田伊予柑 (sawada iyokan), 山田伊予柑 (yamada iyomikan), 野本伊予柑 (nomoto iyomikan).
Iyokan thường bị nhầm lẫn với Yuge hyōkan: 弓削瓢柑（ゆげひょうかん) (yu-ge hyōkan) thường được viết tắt là ょうかん (youkan) gần giống về mặt ngữ âm, quả có múi muộn hiếm gặp (Citrus ampullacea) gần với C. maxima.

## Giống cây

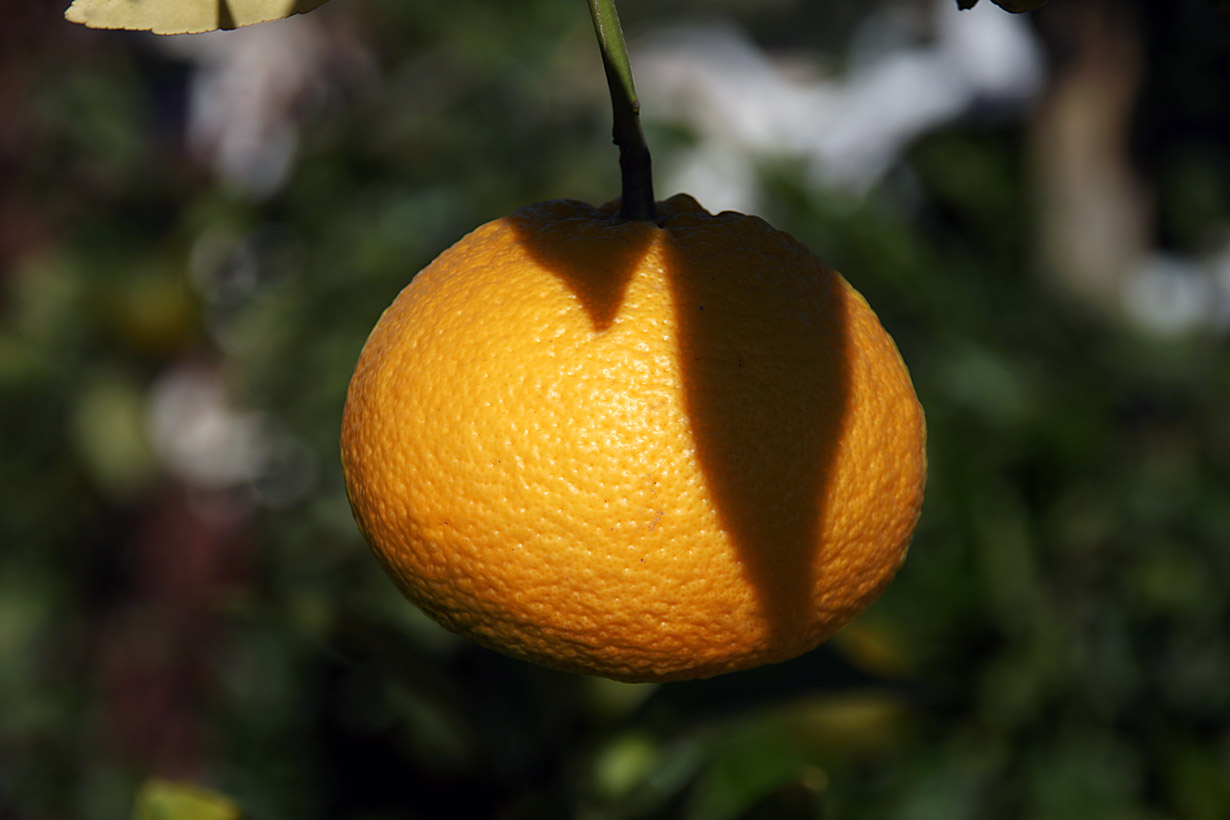
Iyokan trên cây

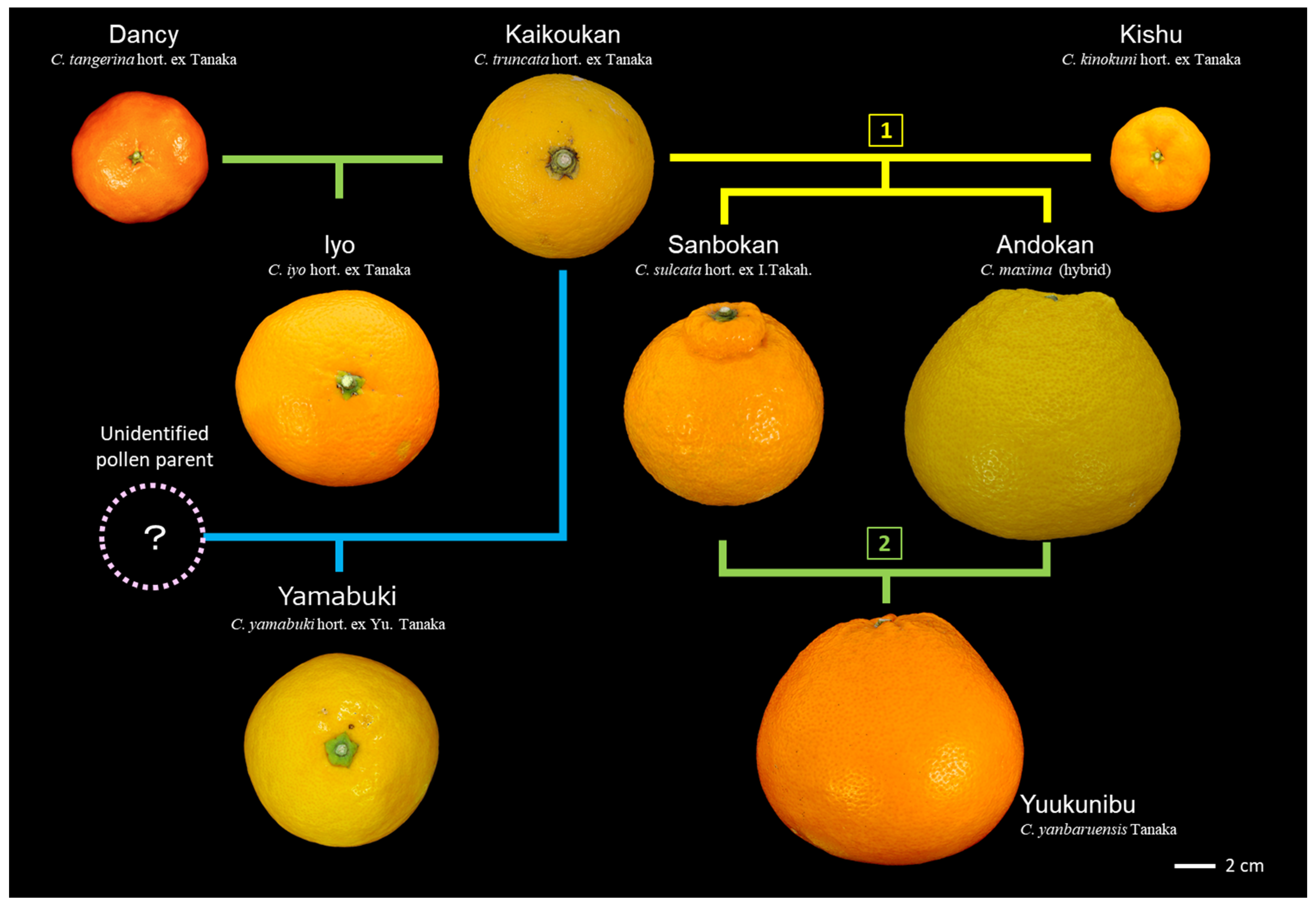
Tổ tiên của iyokan (Shimizu 2022)

Iyokan vốn là cây giống tự nhiên được nông dân M. Nakamura tìm được ở làng Higashibun, quận Abu, tỉnh Yamaguchi vào khoảng những năm 1883 - 1886. Tính dị hợp tử của iyokan được thể hiện bằng rất nhiều kiểu hình, bao gồm cả các dạng quả không đồng nhất. Có 3 giống đang được trồng trọt, đầu tiên là Miyauchi, và hai giống còn lại là hai trong số các đột biến tự nhiên của giống trước, Otani và Katsuyama.
- Miyauchi Iyokan được phát hiện vào năm 1955 trong vườn cây ăn quả thuộc sở hữu của ông Miyauchi Yoshimasa tại hành phố Matsuyama, tỉnh Ehime. Đến năm 1966 được đăng ký với tên này.[7][9]
- Otani Iyokan phát hiện vào năm 1977 trong vườn cây ăn quả của ông Otani ở quận Kitauwa, tỉnh Ehime. Quả đặc trưng có vỏ mịn, màu đỏ hồng rất bắt mắt.[10]
- Katsuyama Iyokan (勝山伊予柑) là một dạng đột biến của giống Miyauchi được phát hiện trong vườn cây ăn quả của ông Higuchi ở thành phố Matsuyama, tỉnh Ehime, vào năm 1976. Đến năm 1987 được đăng ký với tên này.[8]

Bên ngoài châu Á, bộ sưu tập của Đại học California Riverside - Givaudan có các giống Miyauchi và Iyomikan (có lẽ là Katsuyama Iyo). Hai giống này đã được cơ quan kiểm dịch của Pháp (Anses) giới thiệu ở châu Âu vào năm 2020.

## Mô tả

### Quả
Quả nặng 220 đến 280 g, đường kính khoảng 8 cm. Vỏ dày, rỗ nhẹ, mềm và dễ tách; màu cam đậm. Trục trung tâm mở rộng và phân khoảng 10 múi bọng nước. Thịt quả màu cam; mềm mại, rất mọng nước, ngọt ngào; vị đậm và dễ chịu. Dấu vết tổ tiên C. Maxima của iyokan hiện diện ở sắc thái chua ngọt cân bằng với độ ngọt vừa phải (độ Brix khoảng 12). Quả rất mọng nước và giàu vitamin C. Lượng vitamin C đạt 35 mg/100 g. Vị chua có thể trở thành điểm bất lợi đáng kể khi bị thiệt hại do sương giá.

### Cây
Sức sống trung bình, cây có kích thước nhỏ bằng cây cam satsuma, lóng ngắn, cành lá rậm rạp, ra hoa sớm. Đất nghèo dinh dưỡng có thể khiến màu sắc và độ chín của quả chậm.

## Sản xuất
Trồng trọt thương mại bắt đầu vào khoảng năm 1970. Bách khoa toàn thư minh họa về trái cây (Tokyo, 2016) cho biết vòng đời thương mại của iyokan ở Nhật Bản theo hình parabol với 20.800 t  vào thời điểm ban đầu, sản lượng tăng đáng kể đạt mức cao nhất là 230.000 t  vào năm 1992, sau đó sụt giảm còn 30.000 t vào năm 2018 (Ehime 27.000 t , Saga và Wakayama 750 t). Trong giai đoạn 1970-2012, iyokan cho đến nay là loại quýt cam được trồng nhiều nhất ở Nhật Bản (nhưng kém xa mikan), một vị trí mà quả đã nhường chỗ cho dekopon vào năm 2013. Diện tích trồng đạt khoảng 2.854 ha vào năm 2014. Tỉnh Ehime sản xuất đến 90% lượng iyokan toàn Nhật Bản.

## Sử dụng

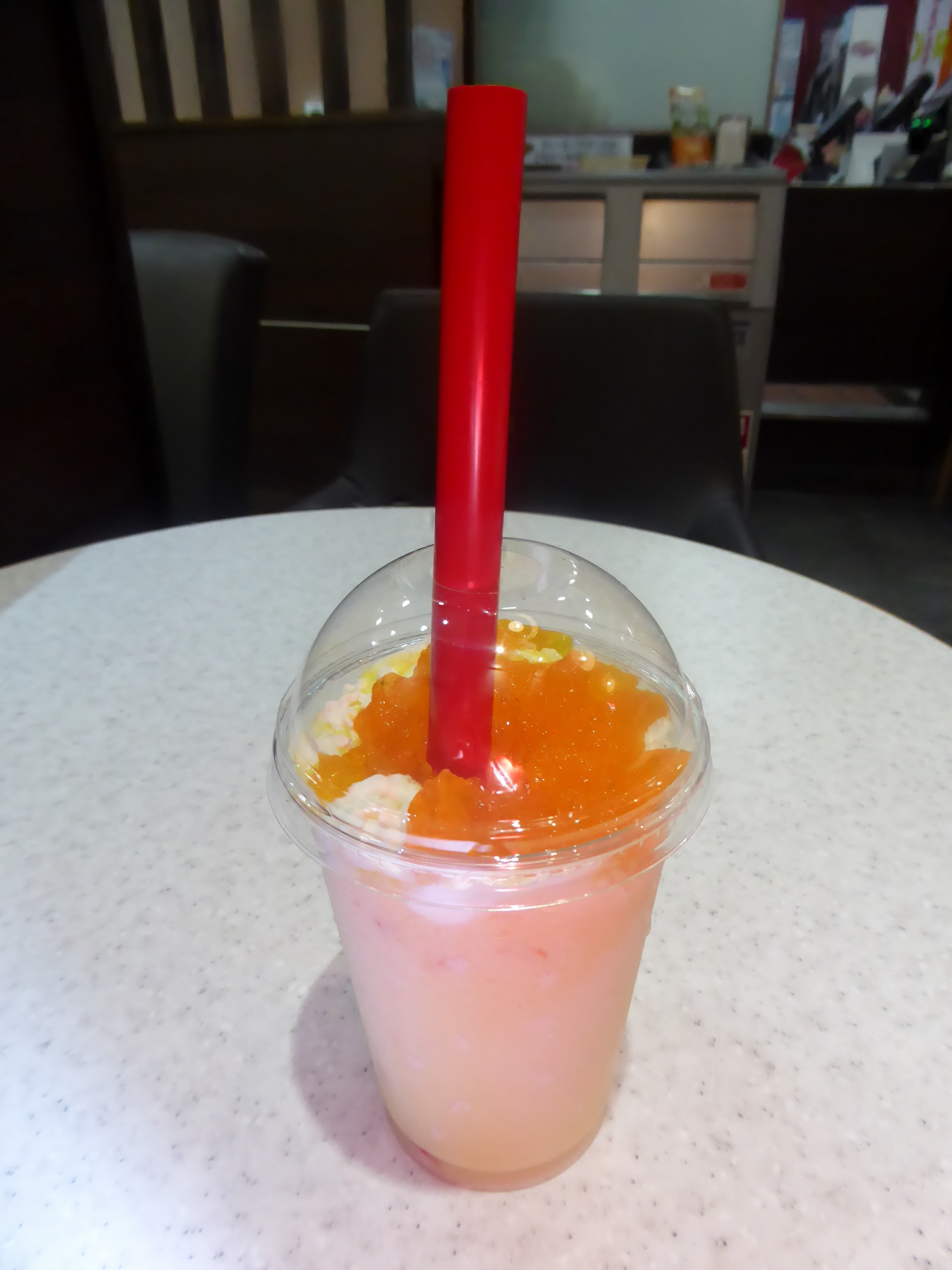
Kem iyokan

Ở Nhật Bản, iyokan thường tìm được ở dạng nước ép trái cây hoặc mứt cam. Vỏ iyokan được chế biến thành mứt trần bì. Đôi khi quả còn được cho vào thức ăn của cá, để che dấu vị cá tanh cho món sushi.
Trong tiếng Nhật, tên quả iyokan còn được chơi chữ đọc viết thành いい予感 (Ī yokan), có nghĩa là cảm giác tốt, dấu hiệu tốt, điềm báo thuận lợi. Tại Ehime, iyokan gắn liền với sự may mắn, tắm cùng iyokan nổi trên mặt nước được xem là cách cầu may mắn, được dâng cúng hoặc tặng cho học sinh trước các kỳ thi mang ý nghĩa lời chúc thành công vượt qua thi cử. Một dạng quả trồng biến thể có hình ngũ giác của iyokan, đặt tên là Gokaku no Iyokan, dịch nghĩa là "Iyokan ngũ giác", bán rất chạy ở Nhật Bản do được xem như lá bùa may mắn trong mùa thi cử.

## Tinh dầu
Masayoshi Sawamura (2011) phân loại tinh dầu iyokan thuộc nhóm cam ngọt. Milind Ladaniya (2010) xếp tinh dầu này vào vị trí đặc biệt vì giàu aldehyde và este thơm. Hiroi đã xác định được 52 hợp chất vào năm 1973. Keiko Uchida (1983) đã xác định được 5 hợp chất, cho biết tiến hóa của quả trong quá trình bảo quản và đưa ra các thành phần cụ thể. Iyokan cũng chứa một chất đắng là limonin. Ở Nhật Bản, sản lượng tinh dầu rất thấp được chiết xuất bằng cách chưng cất thủy phân (trong pha bay hơi).

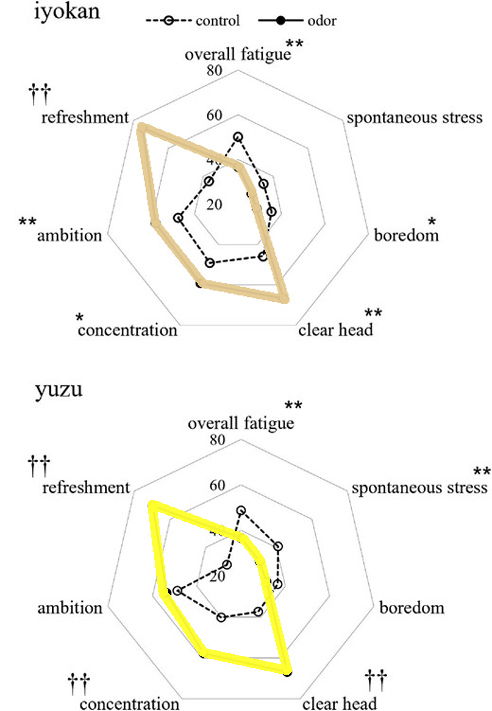
Tinh dầu iyokan (ở trên) làm giảm cảm giác mệt mỏi, căng thẳng và buồn chán và tăng cảm giác đầu óc minh mẫn, tập trung, tham vọng và tươi mới. Yuzu EO (phía dưới) giảm cảm giác tiêu cực rõ rệt hơn.

Theo một ấn phẩm của Nhật Bản (2022), khi hít vào loại tinh dầu này sẽ làm giảm cảm giác mệt mỏi và tăng cảm giác sảng khoái. Trong một mẫu chuột thí nghiệm, tinh dầu iyokan có tác dụng thuận lợi đối với tế bào ung thư tuyến tiền liệt ở người.